# Арсений Сатановский
Арсений Сатановский (в миру — Корецкий; умер после 1653 года, Антониево-Сийский монастырь, Царство Русское) — восточнославянский книжник, переводчик с латыни, лексикограф, христианский писатель и монах. Один из преподавателей Андреевского училища. Служитель Антониево-Сийского монастыря в Холмогорском крае.

## Биография
Сатановский — прозвище, предположительно, от места рождения — подольского города Сатанов. Арсений воспитывался в Киевской духовной академии и впоследствии служил иеромонахом Киево-Братского Богоявленского монастыря.
В 1649 году был вызван в город Москву вместе с Епифанием Славинецким для участия в книжной справе Библии и других богослужебных книг. В Москве он поселился в Спасо-Преображенской пустыни, устроенной боярином Фёдором Ртищевым в окрестностях города, а потом жил в Богоявленском монастыре.
Участие Арсения Сатановского в деле исправления церковных книг и в переводе Библии представляется спорным. С этою деятельностью, помимо Сатановского, тесно связаны имена ещё трёх Арсениев: Глухого, Грека и Суханова. Между тем, в делах Архива МИД России Н. Ф. Каптеревым найдена челобитная Сатановского, из которой видно, что последний греческим языком не владел: «зде аз, уже мало потребный к исправлению библии, понеже аз призван по сугубой твоего царского пресветлого величества грамоте, уже инии старцы рассмотряют и труждаются, аз бо по гречески не умею».
Согласно Русскому биографическому словарю Половцева «вследствие незнания о незнакомстве Сатановского с греческим языком, митрополит Евгений, а за ним и другие историки, приписали ему переводные труды, в действительности принадлежавшие Арсению Греку и другим, как, например, изданную в 1660 году книгу „Анфологион“, „О чинах Царства Греческаго и Великия Церкви Константинопольския Кодина“ и другие. Ему, по-видимому, можно приписать относящееся к 1652 году и хранящееся в Синодальной библиотеке сочинение „Зерцало духовное“, представляющее собою переделку труда Иоанна Наседки под тем же заглавием».
Из рукописных переводов, хранящихся в Синодальной библиотеке, Сатановскому принадлежит перевод с латинского языка сочинения Мафрета — большой сборник под заглавием «О граде Царском», так как из приказных дел Московского Архива Министерства Иностранных Дел за 1652 год видно, что Сатановскому за перевод этой книги велено было давать по гривне на день, вместо прежних четырёх алтын.
Последнее, что о нём известно, это то, что летом 1653 года за некую провинность Арсений Сатановский был сослан на север в Антониево-Сийский монастырь.